# Élection présidentielle arménienne de 1996
L'élection présidentielle arménienne de 1996 s'est déroulée le 22 septembre 1996 en Arménie et a vu le président sortant, Levon Ter-Petrossian, être reconduit à l'issue du premier tour.

## Résultats
| Candidat                                                                | Parti                                              | Votes   | %       |
| ----------------------------------------------------------------------- | -------------------------------------------------- | ------- | ------- |
| Levon Ter-Petrossian                                                    | Mouvement national arménien                        | 646 888 | 51,75 % |
| Vazgen Manoukian                                                        | Union nationale démocratique                       | 516 129 | 41,29 % |
| Sergeï Badalian                                                         | Parti communiste arménien                          | 79 347  | 6,34 %  |
| Achot Manoucharian                                                      | Union civique des scientifiques et des industriels | 7 529   | 0,60 %  |
| Source : Bureau des institutions démocratiques et des droits de l'Homme |                                                    |         |         |